# Dominik Prpić
Dominik Prpić (Zagreb, 19. svibnja 2004.) hrvatski je nogometaš koji igra na poziciji stopera. Trenutačno igra za Porto.

## Klupska karijera
Prpić je počeo trenirati nogomet sa šest godina u Zagrebu, da bi se početkom 2017. godine prebacio u Lokomotivu. Dok je bio u Lokomotivi, skautirao ga je Hajduk, te se nakon samo šest mjeseci u Lokomotivi prebacio u splitski klub. U Hajdukovim omladinskim kategorijama nastupa redovito, a 3. lipnja 2022. godine potpisuje novi trogodišnji ugovor s klubom. Za prvu momčad debitira 12. listopada 2022. godine u utakmici šesnaestine finala hrvatskog kupa protiv niželigaša Tehničara iz Cvetkovca. Nakon toga je pripojen prvoj momčadi iz juniora te bilježi svoj prvi start za Hajduk 8. studenoga 2022. godine u utakmici osmine finala hrvatskog kupa protiv Mladosti iz Ždralova, a prvenstveni debi je došao četiri dana poslije u prvenstvenoj utakmici protiv domaćeg Slaven Belupa koja je završila 2:2, a Prpić je ušao u 86. minuti umjesto Stefana Simića. Dana 22. siječnja 2023. godine prvi prvenstveni start bilježi u 2:1 pobjedi nad Šibenikom. Nakon nekoliko dobrih nastupa za Hajduk dobiva mononukleozu zbog koje izbiva do kraja sezone 2022./23. te početkom rujna 2023. godine odlazi na posudbu u Hajdukov partnerski klub Radomlje. Tamo igra standardno, a već početkom 2024. godine Hajduk ga vraća s posudbe zbog izostanaka nekoliko igrača iz posljednje linije.

## Reprezentativna karijera
Igrao je za nekoliko mlađih uzrasnih kategorija hrvatske reprezentacije.

## Privatni život
Prpić je rođen u Zagrebu, ali korijene vuče iz Like i Dubrovnika.

## Trofeji
Hajduk Split
- Hrvatski nogometni kup (1): 2022./23.

## Vanjske poveznice
- Profil, Hrvatski nogometni savez
- Profil, Soccerway (engl.)
- Profil, Transfermarkt (engl.)